# Vlkonice
Vlkonice (Duits: Wilkonitz of Wilkonitz bei Neweklau) is een Tsjechische plaats in de gemeente Křečovice, regio Midden-Bohemen, en maakt deel uit van het district Benešov. Het dorp ligt op ongeveer 1,5 kilometer afstand van Křečovice.
Vlkonice telt 98 inwoners (2021).

## Geschiedenis
De eerste schriftelijke vermelding van het dorp dateert van 1318.
Tijdens de Tweede Wereldoorlog was het dorp onderdeel van het militaire oefenterrein van de Waffen-SS Benešov. Op 31 december 1943 moesten de inwoners daarom noodgedwongen hun huizen verlaten.
In 1960 werd Vlkonice, samen met Křečovice, ingedeeld bij het district Benešov.

## Verkeer en vervoer

### Autowegen
Er leidt een regionale weg naar het dorp.

### Spoorlijnen
Er is geen station in Vlkonice. Het dichtstbijzijnde station is in Štětkovice, op zo'n elf kilometer afstand. Dat station ligt aan de spoorlijn van Benešov naar Vlašim.

### Buslijnen
Er is één bushalte in het dorp:
| Halte               | Lijn | Traject           | Vervoerder |
| ------------------- | ---- | ----------------- | ---------- |
| Křečovice, Vlkonice | 754  | Benešov - Příbram | ZDAR       |

## Bezienswaardigheden
- Kapel op het dorpsplein

## Geboren in Vlkonice
- Emanuel Zamrazil (1865–jaren 1950), kunstschilder

## Galerij

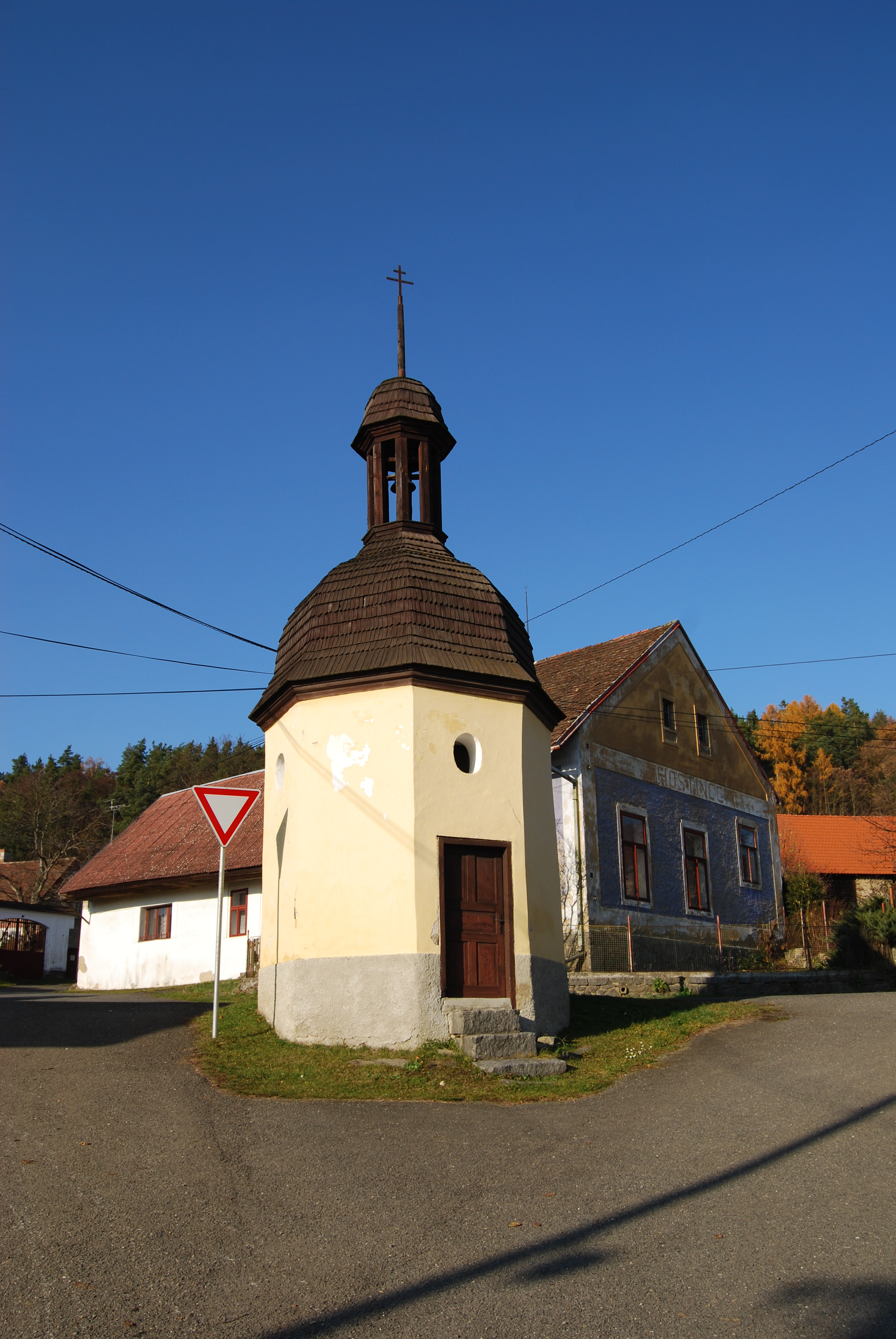
Kapel aan het dorpsplein (2012)
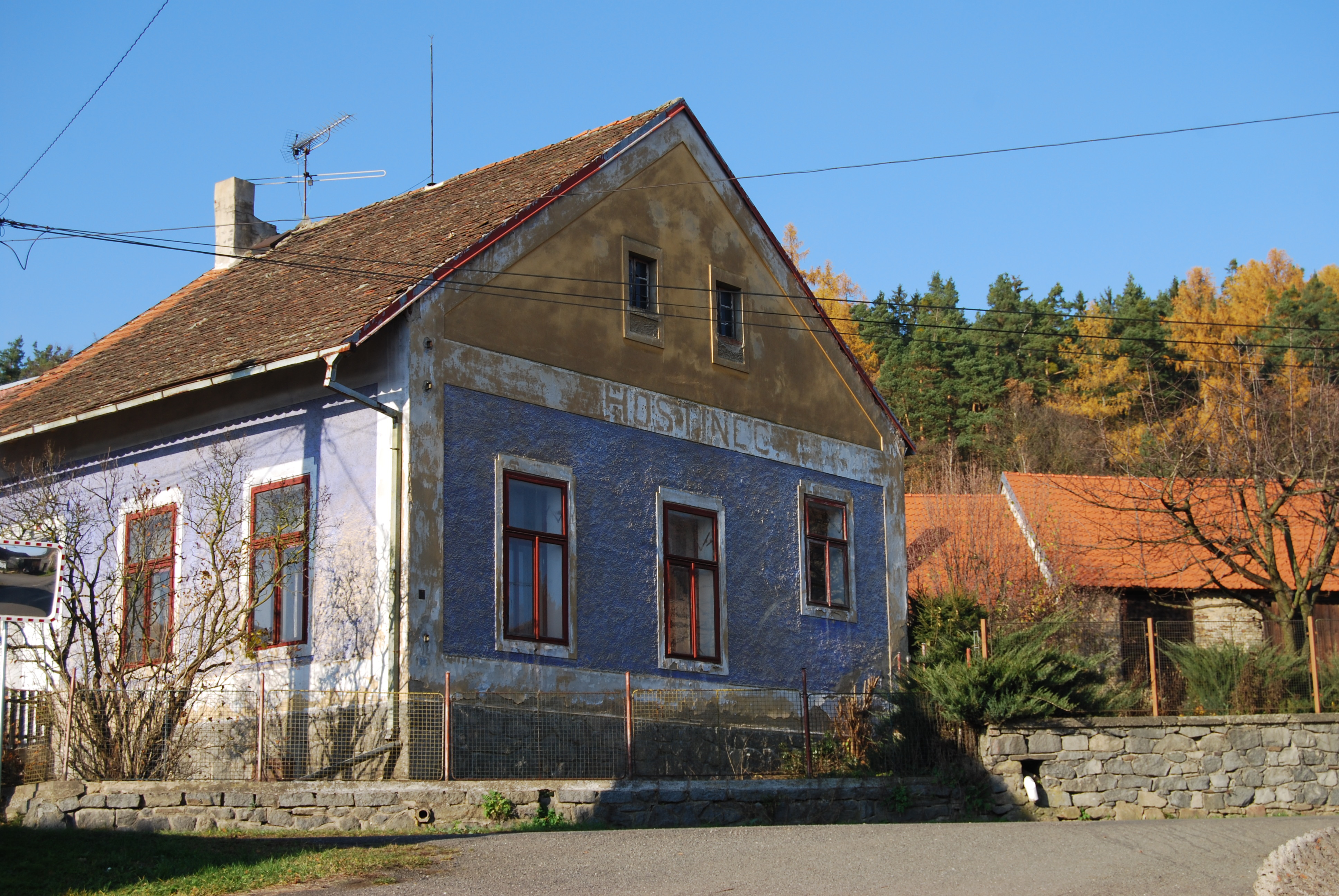
Gebouw aan het dorpsplein (2012)
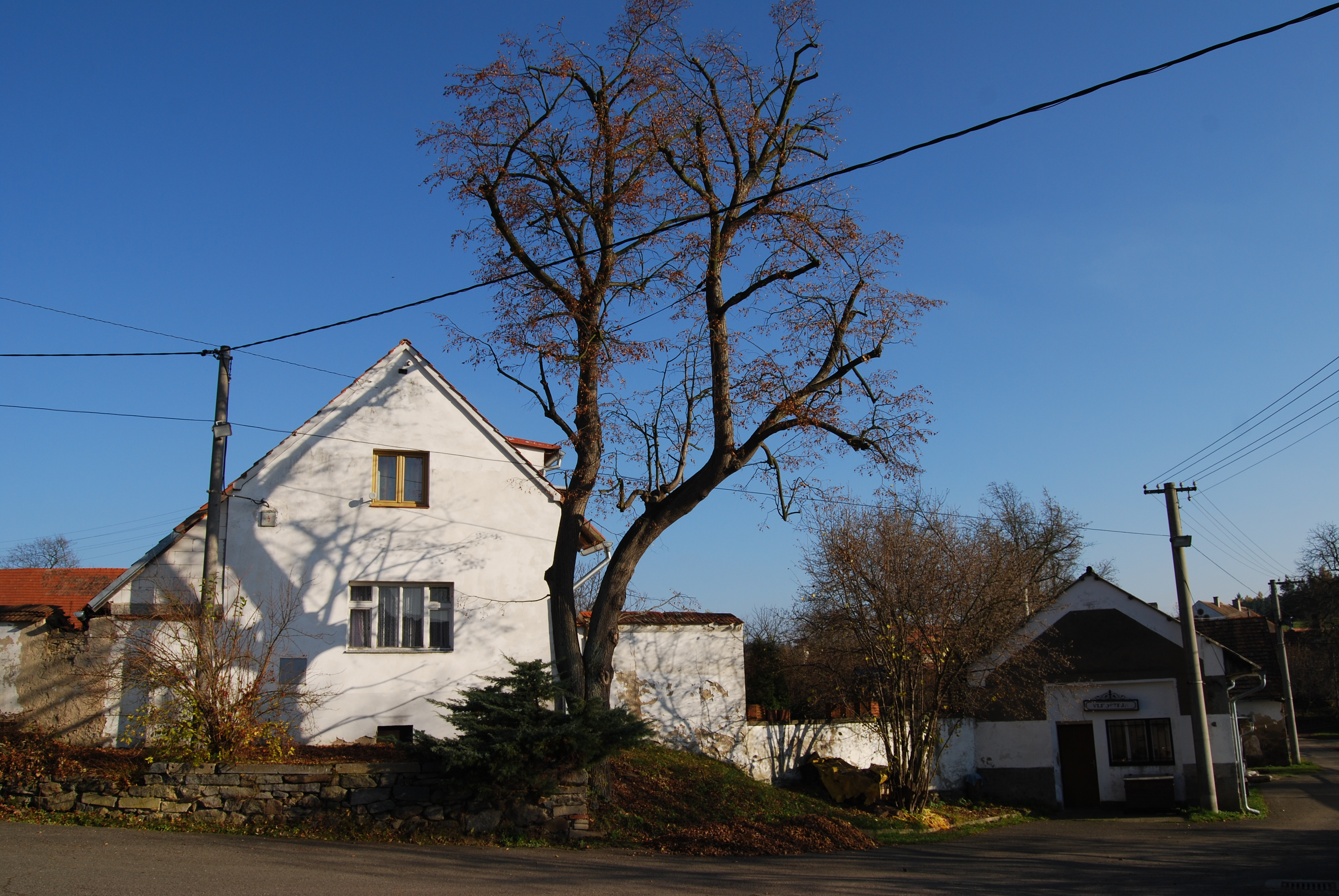
Huis aan het dorpsplein (2012)